# Sporting/Tavira/Saison 2016
Dieser Artikel listet Erfolge und Fahrer des Radsportteams Sporting/Tavira in der Saison 2016 auf.

## Erfolge in der UCI Europe Tour
In den Rennen der Saison 2016 der UCI Europe Tour gelangen die nachstehenden Erfolge.
| Datum       | Rennen                                 | Kat. | Fahrer            |
| ----------- | -------------------------------------- | ---- | ----------------- |
| 7.–10. Juli | Gesamtwertung Troféu Joaquim Agostinho | 2.2  | Rinaldo Nocentini |
| 5. August   | 8. Etappe Portugal-Rundfahrt           | 2.1  | Jesus Ezquerra    |

## Abgänge – Zugänge
| Zugänge            | Team 2015         | Abgänge           | Team 2016    |
| ------------------ | ----------------- | ----------------- | ------------ |
| Rinaldo Nocentini  | AG2R La Mondiale  | Manuel Cardoso    | Karriereende |
| David de la Fuente | Efapel-Glassdrive | Ricardo Mestre    | W52-FC Porto |
| Hugo Sabido        | Louletano-Ray     | Rafael Reis       | W52-FC Porto |
| Jesus Ezquerra     | ActiveJet Team    | Daniel Mestre     | Efapel       |
| Óscar González     | Efapel-Glassdrive | Henrique Casimiro | Efapel       |
| Mario Gonzalez     | ActiveJet Team    | João Pereira      | Unbekannt    |
| Shaun-Nick Bester  | Neoprofi          | Diogo Nunes       | Unbekannt    |
| Luis Fernandes     | W52               | Fabio Rodrigues   | Unbekannt    |
| Julio Goncalves    | Neoprofi          |                   |              |
| Rafael Lourenco    | Neoprofi          |                   |              |

## Mannschaft
| Name               | Geburtstag         | Nationalität |
| ------------------ | ------------------ | ------------ |
| Shaun-Nick Bester  | 10. März 1991      | Südafrika    |
| David de la Fuente | 4. Mai 1981        | Spanien      |
| Jesus Ezquerra     | 30. November 1990  | Spanien      |
| Luis Fernandes     | 2. Dezember 1987   | Portugal     |
| Julio Goncalves    | 18. Dezember 1983  | Portugal     |
| Mario Gonzalez     | 6. Juni 1992       | Spanien      |
| Óscar González     | 28. Februar 1992   | Spanien      |
| David Livramento   | 18. Dezember 1983  | Portugal     |
| Rafael Lourenco    | 10. November 1994  | Portugal     |
| Rinaldo Nocentini  | 25. September 1977 | Italien      |
| Valter Pereira     | 22. Februar 1990   | Portugal     |
| Hugo Sabido        | 14. Dezember 1979  | Portugal     |